# Digital ist besser
Digital ist besser  ist das erste Album der deutschen Gruppe Tocotronic. Es erschien am 6. März 1995 bei L’age d’or. Das Album bedeutete für die Band einen großen Erfolg in der Independent-Szene und gilt für viele auch heute noch als ein Meilenstein der deutschsprachigen Musikgeschichte.

## Aufnahmen
Das Album wurde in wenigen Tagen im Soundgarden Studio in Hamburg aufgenommen. Produziert wurde es von Chris von Rautenkranz und Christian Mevs.

## Stil
Das ganze Album besticht durch seine Einfachheit und Direktheit sowohl in der musikalischen als auch in der textlichen Ausführung. Die Texte von Dirk von Lowtzow überzeugen durch das „Sloganhafte“ bei gleichzeitiger Beschreibung der Gefühle und Situationen im Alltag eines Heranwachsenden. Musikalisch wirkt die Umsetzung sehr einfach, fast schon dilettantisch, was dazu führte, dass der Band lange der Ruf nacheilte, sie würden ihre Instrumente nicht richtig beherrschen. Von wildem „Geschrammel“ mit deutlichen Punk-Einflüssen reicht das Spektrum des Albums bis hin zu nöligen Balladen.

## Rezeption
Digital ist besser wird überwiegend äußerst positiv bewertet. Viele Rezensionen und auch die Platzierungen in diversen All-Time-Charts bewerten das Album als einen Meilenstein der deutschsprachigen Musikgeschichte. So schreibt Friederike Haupt 2004 auf cd-kritik.de: „[...] 18 Songs, die ihresgleichen suchen. Und nein, das ist keine Übertreibung.“ und findet Digital ist besser „ist ein Album, das man auch heute [...] kaum hoch genug schätzen kann“. Im Fanzine The Chelsea Chronicle hieß es: „Digital ist besser [...] stellt in seiner räudigen Unmittelbarkeit das wahrscheinlich beste Stück deutschsprachiger Popmusik ever dar“. Auf der Homepage von on3-radio wird das Album als „ein Meilenstein der deutschen Popgeschichte“ bezeichnet. In einer Rezension auf intro.de hält der Autor es „für eine der ehrlichsten Platten dieser Tage“ und lobt insbesondere die Einfachheit und Direktheit der Texte.

## Erfolge
In der Musiksendung Der Ball ist rund des HR wurde Digital ist besser zur Platte des Jahres gekürt. Für die Leser der Spex ist Tocotronic der beste Newcomer und drittbeste Band im Jahr 1995.
Digital ist besser wird im Laufe der Jahre in zahlreiche All-Time-Charts diverser Musikmagazine aufgenommen. So setzt der Musikexpress das Album 2003 auf Platz 4 der 25 besten deutschsprachigen Popalben und listet es zudem in den Top 50 der Besten Platten der 90er und der Besten und wichtigsten Debütalben. In der Visions gelangen Tocotronic mit ihrem Debütalbum in die Ranglisten 150 Platten für die Ewigkeit und der 100 wichtigsten Alben der Neunziger. Die deutsche Rolling Stone nimmt Digital ist besser sogar in die Rangliste der 500 besten Alben aller Zeiten auf.
Der Albumtitel Digital ist besser wurde zum geflügelten Wort, nach dem mehrere Bücher über Digitalisierung benannt wurden.

## Trivia
Das Zitat „Wir sind hier nicht in Seattle, Dirk“ des gleichnamigen Songs (Anspielung auf Seattle als Heimat des Grunge) stammt laut Jan Müller aus einer Probe. Müller sagte den Satz zu von Lowtzow, als dieser begann, mit einem Big-Muff-Verzerrer zu spielen. Die Berliner Musikerin Katharina Kollmann wählte in Anlehnung an den Song den Künstlernamen Nichtseattle.

## Titelliste
1. Freiburg, 02:33
2. Meine Freundin und ihr Freund, 02:26
3. Ich glaube, ich habe meine Unschuld verloren, 01:39
4. Samstag ist Selbstmord, 04:11
5. Drüben auf dem Hügel, 02:15
6. Wir sind hier nicht in Seattle, Dirk, 03:16
7. An einem Dienstag im April, 02:00
8. Die Idee ist gut, doch die Welt noch nicht bereit, 04:21
9. Drei Schritte vom Abgrund entfernt, 01:33
10. Digital ist besser, 01:54
11. Wie wir beide nebeneinander auf dem Teppichboden sitzen, 02:26
12. Letztes Jahr im Sommer, 03:01
13. Jungs, hier kommt der Masterplan, 02:18
14. Hamburg rockt, 03:00
15. Ich bitte dich, 02:44
16. Ich weiß es nicht, 01:59
17. Ich möchte Teil einer Jugendbewegung sein, 05:15
18. Über Sex kann man nur auf Englisch singen, 03:50

## Singleauskopplungen
- Ich möchte Teil einer Jugendbewegung sein

1. Ich möchte Teil einer Jugendbewegung sein
2. Jungs, hier kommt der Masterplan
3. Die Mehrheit will das nicht hören, Arne
4. Drüben auf dem Hügel
5. Ein Meister der Selbstbeherrschung erzählt

- Freiburg

1. Freiburg
2. Ich möchte Teil einer Jugendbewegung sein
3. Ich muß reden, auch wenn ich schweigen muss
4. Ich hab 23 Jahre mit mir verbracht